# Segona Missió de Verificació de les Nacions Unides a Angola
La Segona Missió de Verificació de les Nacions Unides a Angola (UNAVEM II) va ser una missió per manteniment de la pau que va existir entre maig de 1991 i febrer de 1995 a Angola durant la guerra civil.
La missió fou establerta per supervisar l'alto el foc decidit multilateralment el 1990 i seguit pels acords de Bicesse entre el Moviment Popular per l'Alliberament d'Angola (MPLA) i Unió Nacional per a la Independència Total d'Angola (UNITA), pel qual intentaven iniciar un procés democràtic que acabés en eleccions lliures. La missió fou decidida per la Resolució 959 del Consell de Seguretat de les Nacions Unides del 30 de maig de 1991.
El març de 1992 uns 400 observadors de l'ONU foren enviats al país a supervisar la regularitat de les eleccions presidencials i legislatives
La missió era formada per personal civil, militar, mèdic i observadors militars, arribant als 1.100 efectius durant les eleccions i un mínim de 300 a l'agost de 1993.
Cap a la fi de 1994 fou signat un acord de pau restrictiu anomenat protocol de Lusaka i el Consell de Seguretat de les Nacions Unides va decidir enviar una nova missió amb competències més rigoroses anomenada Tercera Missió de Verificació de les Nacions Unides a Angola (UNAVEM III).